# Лагоа-дус-Гатус
Лагоа-дус-Гатус (порт. Lagoa dos Gatos) — муниципалитет в Бразилии, входит в штат Пернамбуку. Составная часть мезорегиона Сельскохозяйственный район штата Пернамбуку. Входит в экономико-статистический микрорегион Брежу-Пернамбукану. Население составляет 15 967 человек на 2007 год. Занимает площадь 233,17 км². Плотность населения — 68,5 чел./км².

## История
Город основан в 1897 году.

## Статистика
- Валовой внутренний продукт на 2005 год составляет 37 829 000 реалов (данные: Бразильский институт географии и статистики).
- Валовой внутренний продукт на душу населения на 2005 год составляет 2412 реалов (данные: Бразильский институт географии и статистики).
- Индекс развития человеческого потенциала на 2000 год составляет 0,536 (данные: Программа развития ООН).